# Yorgos Dimitriadis
Yorgos Dimitriadis (* 1964 in Thessaloniki) ist ein griechischer Jazz- und Improvisationsmusiker (Schlagzeug, Perkussion, Komposition).

## Leben und Wirken
Dimitriadis spielte in den 1980er Jahren in lokalen Rock- und Bluesbands. Nach seinem Schlagzeugstudium am Neuen Konservatorium Thessaloniki zog er nach Boston, wo er sich bei Alan Dawson und Bob Moses fortbildete. Nach seiner Rückkehr nach Europa wurde ihm 1994 vom griechischen Kulturministerium ein zweijähriger Aufenthalt in der Cité Internationale des Arts Paris angeboten. Für die folgenden zwölf Jahre war Dimitriadis aktives Mitglied der Pariser Jazz- und Improvisationsmusikszene. Seit 2006 lebt er in Berlin.
Dimitriadis trat in Soloprogrammen und in Zusammenarbeit mit Künstlern wie Audrey Chen, Tristan Honsinger, Conny und Matthias Bauer, Frank Gratkowski oder Lori Freedman weltweit bei Festivals und Konzertreihen auf. Weiterhin arbeitete er in Duos mit Achim Kaufmann, Ignaz Schick, Andrea Parkins, Axel Dörner, Tobias Delius sowie in verschiedenen Konstellationen mit Michel Doneda, Ulrich Gumpert, Amir ElSaffar,  Sirone, Mark Turner, Robin Hayward, Oğuz Büyükberber, Meinrad Kneer, Johannes Fink, Jan Roder, Silke Eberhard, Daniel Erdmann, Philippe Lemoine, Andrea Parkins, Nikolas Anadolis und dem Berlin Improvisers Orchestra.
In seinem Solo-Werk verwendet Dimitriadis Trommeln, Becken und Mikrofone, um Klanglandschaften in Echtzeit zu komponieren, wobei der Schwerpunkt auf Klangfarbe und langen Zeiträumen liegt. Er ist auch auf Alben von Gary Wiggins/Christian Rannenberg, Yorgos Tsakalidis, Kostas Vomvolos, Stella Michailidou, Yorgos Kazantzis, Michalis Siganidis, Kostas Magginas, Minino Garay und Roberto de Brașov zu hören.

## Diskographische Hinweise
- Kern & Kosack: Poles and Pulse (Trouble in the East 2020, mit Edith Steyer, Matthias Müller, Liz Kosack)
- Achim Kaufmann, Yorgos Dimitriadis: Nowhere One Goes (Jazzwerkstatt 2019)
- Kopfkino (Creative Sources 2016, solo)
- Hilary Jeffery, Frank Paul Schubert, Paul Dunmall, Alexander von Schlippenbach, Mike Majkowski, Yorgos Dimitriadis: Red Dhal Sextet (FMR Records 2013)[3]
- Fabric Trio: Murmurs (NoBusiness Records 2013, mit Frank Paul Schubert, Mike Majkowski)[4]
- Grix: Sweet, Sour, Sharp & Soft (Jazzwerkstatt 2009, mit Floros Floridis, Antonis Anissegos)